# Jurij Vega
Jurij svobodný pán von Vega (německy Georg von Vega, latinsky Georgius Bartholomaei Vecha; 23. března 1754 Zagorica, Kraňsko – 26. září 1802 poblíž Vídně) byl rakouský generál dělostřelectva, matematik a fyzik slovinského původu.

## Životopis
Narodil se v Zagorici v dnešním Slovinsku. Roku 1775 absolvoval střední školu v Lublani a následujících pět let pracoval jako inženýr říční navigace. Poté vstoupil do rakouské armády, kde byl díky svým matematickým schopnostem povýšen na majora a ustanoven vyučujícím na bombardýrské škole ve Vídni. Zde navrhl nové typy moždířů. Následně se účastnil války proti Osmanům. Za francouzských revolučních válek velel v roce 1794 již jako podplukovník obléhání pevnosti Fort Louis. Se svými 16 obléhacími houfnicemi se mu podařilo tuto pevnost dobýt během jediného dne. V roce 1796 padla po sedmidenním obléhaní pevnost v Mannheimu, přičemž obléhatelé použili Vegových třiceti- a šedesátiliberních moždířů. Za toto vítězství obdržel Vega Vojenský řád Marie Terezie a byl povýšen na generálmajora. Zemřel roku 1802 za dosud nevyjasněných okolností v Nußdorfu nedaleko Vídně.
Během mírového období se Vega zabýval psaním učebnic matematiky a fyziky. Učebnice z roku 1787 je považována za jedno ze základních pojednání o balistice. V roce 1783 vydal své logaritmické tabulky, jež byly přeloženy do mnoha jazyků. Stal se také členem několika vědeckých akademií v Evropě.
V roce 1787 si vzal za ženu Josefu Svobodovou z Českých Budějovic, se kterou měl tři děti.
Na jeho počest je pojmenován kráter Vega na Měsíci a jeho portrét nesla i padesátitolarová slovinská bankovka.